# Nokia Lumia 1320
Nokia Lumia 1320 - это смартфон-фаблет из серии Lumia, разработанный компанией Nokia и работающий под управлением операционной системы Windows Phone 8. Он был анонсирован на мероприятии Nokia World 22 октября 2013 года. Он был выпущен в Азии в первом квартале 2014 года, включая выпуск в Индии в январе 2014 года. Он оснащен 6-дюймовым (150 мм) IPS LCD дисплеем ClearBlack, что делает его самым большим дисплеем для телефонов Windows наряду с Nokia Lumia 1520. Слоган - "Посмотри более большую картинку!" (что так же можно перевести как "увидь бо́льшую картину") .
Он был снят с производства с появлением Microsoft Lumia 640 XL, его преемника, в апреле 2015 года.

## Варианты Nokia Lumia 1320
| Модель                     | RM-994                                              | RM-995                                                     | RM-996                                              |
| -------------------------- | --------------------------------------------------- | ---------------------------------------------------------- | --------------------------------------------------- |
| Страны                     | Международный                                       | Соединенные Штаты                                          | Китай                                               |
| Перевозчики/провайдеры     | Международный                                       | Неизвестно                                                 | Китай                                               |
| 2G-сети                    | Четырехдиапазонный GSM/EDGE (850/900/1800/1900 МГц) | Четырехдиапазонный GSM/EDGE (850/900/1800/1900 МГц)        | Четырехдиапазонный GSM/EDGE (850/900/1800/1900 МГц) |
| 3G-сети                    | Трехдиапазонный HSPA+ 1, 5/6, 8 (850/900/2100 МГц)  | Четырехдиапазонный HSPA+ 2, 4, 5/6 (850/AWS/1900/2100 МГц) | Двухдиапазонный HSPA+ 1, 8 (900/2100 МГц)           |
| 4G-сети                    | Трехдиапазонный LTE 3, 7, 20 (800/1800/2600 МГц)    | Четырехдиапазонный LTE 2, 4, 5, 17 (700/850/1700/1900 МГц) | Неизвестно                                          |
| Максимальная скорость сети | LTE: 100/50 Мбит/с DC-HSPA+: 42.2/5.76 Мбит/с       | LTE: 100/50 Мбит/с DC-HSPA+: 42.2/5.76 Мбит/с              | HSPA+: 21/5.76 Мбит/с                               |